# MLB Seizoen 2020
Het MLB Seizoen 2020, is het 119e seizoen van de Major League Baseball. Het reguliere seizoen startte op 23 juli en eindigde op 27 september 2020. Het naseizoen, of te wel Postseason begon op 29 september 2020. De eerste World Series wedstrijd werd gespeeld op 20 oktober en na 6 gespeelde wedstrijden, op 27 oktober 2020, gewonnen door de Los Angeles Dodgers.
Het voorseizoen, ook wel Spring Training genoemd, begon op 21 februari 2020. Het begin van het reguliere seizoen stond gepland op 26 maart. In verband met de coronacrisis in de Verenigde Staten door het coronavirus (COVID-19), annuleert de MLB op 12 maart de resterende spring training wedstrijden en maakt tevens bekend dat de start van het reguliere seizoen met minstens twee weken zal worden uitgesteld. Vier dagen later kondigde de MLB aan dat het reguliere seizoen voor onbepaalde tijd zal worden uitgesteld, na aanbevelingen van de CDC om evenementen van meer dan 50 personen voor een periode van acht weken te beperken. Dit is de eerste keer dat MLB-wedstrijden in de wacht worden gezet sinds het seizoen van 2001, toen het seizoen meer dan een week werd onderbroken na de aanslagen van 11 september 2001.
Op 22 juni 2020 stemden de MLB-eigenaren unaniem in om een seizoen van 60 wedstrijden te spelen. Spelers hervatten vanaf 1 juli weer de training om zich voor te bereiden op het begin van het reguliere seizoen, ook wel Opening Day genoemd, op 23 en 24 juli 2020. Het is voor het eerst sinds 1995, dat er geen volledig seizoen van 162 wedstrijden gespeeld kan worden. Dit gebeurde voor het laatst in de seizoenen van 1994 en 1995 door een spelersstaking in de MLB die op 11 augustus 1994 begon en duurde tot 2 april 1995. Seizoen 1994 werd na (ten minste) 113 wedstrijden niet uitgespeeld. Het seizoen van 1995 begon op 25 april. Het werd een verkort seizoen van 144 wedstrijden. Het reguliere MLB seizoen van 2020 is met 60 wedstrijden het kortste sinds 1878. Op 3 juli kondigt de MLB aan dat de jaarlijkse Major League Baseball All-Star Game is geannuleerd vanwege de COVID-19-pandemie.

## Teams

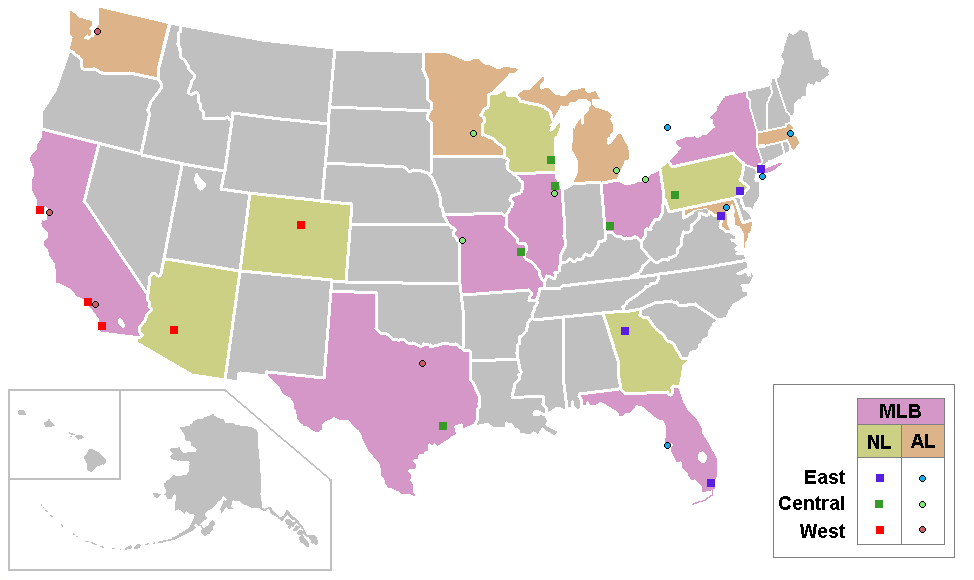
Thuisbasis huidige MLB-teams

De MLB competitie telt 30 teams. Er zijn twee leagues, namelijk de American League en de National League. Iedere league bestaat uit 15 teams. Deze zijn op zich weer verdeeld in 3 divisies van vijf teams (East, Central en West).

### American League 2020
| Divisie | Team               | Stad                     | Stadion                     |
| ------- | ------------------ | ------------------------ | --------------------------- |
| East    | Baltimore Orioles  | Baltimore, Maryland      | Oriole Park at Camden Yards |
| East    | Boston Red Sox     | Boston, Massachusetts    | Fenway Park                 |
| East    | New York Yankees   | Bronx, New York          | Yankee Stadium              |
| East    | Tampa Bay Rays     | St. Petersburg, Florida  | Tropicana Field             |
| East    | Toronto Blue Jays  | Toronto, Ontario, Canada | Rogers Centre               |
| Central | Chicago White Sox  | Chicago, Illinois        | Guaranteed Rate Field       |
| Central | Cleveland Indians  | Cleveland, Ohio          | Progressive Field           |
| Central | Detroit Tigers     | Detroit, Michigan        | Comerica Park               |
| Central | Kansas City Royals | Kansas City, Missouri    | Kauffman Stadium            |
| Central | Minnesota Twins    | Minneapolis, Minnesota   | Target Field                |
| West    | Houston Astros     | Houston, Texas           | Minute Maid Park            |
| West    | Los Angeles Angels | Anaheim, Californië      | Angel Stadium of Anaheim    |
| West    | Oakland Athletics  | Oakland, Californië      | Oakland Coliseum            |
| West    | Seattle Mariners   | Seattle, Washington      | T-Mobile Park               |
| West    | Texas Rangers      | Arlington, Texas         | Globe Life Field            |

### National League 2020
| Divisie | Team                  | Stad                       | Stadion                  |
| ------- | --------------------- | -------------------------- | ------------------------ |
| East    | Atlanta Braves        | Atlanta, Georgia           | Truist Park              |
| East    | Miami Marlins         | Miami, Florida             | Marlins Park             |
| East    | New York Mets         | Queens, New York           | Citi Field               |
| East    | Philadelphia Phillies | Philadelphia, Pennsylvania | Citizens Bank Park       |
| East    | Washington Nationals  | Washington D.C.            | Nationals Park           |
| Central | Chicago Cubs          | Chicago, Illinois          | Wrigley Field            |
| Central | Cincinnati Reds       | Cincinnati, Ohio           | Great American Ball Park |
| Central | Milwaukee Brewers     | Milwaukee, Wisconsin       | Miller Park              |
| Central | Pittsburgh Pirates    | Pittsburgh, Pennsylvania   | PNC Park                 |
| Central | St. Louis Cardinals   | St. Louis, Missouri        | Busch Stadium            |
| West    | Arizona Diamondbacks  | Phoenix, Arizona           | Chase Field              |
| West    | Colorado Rockies      | Denver, Colorado           | Coors Field              |
| West    | Los Angeles Dodgers   | Los Angeles, Californië    | Dodger Stadium           |
| West    | San Diego Padres      | San Diego, Californië      | Petco Park               |
| West    | San Francisco Giants  | San Francisco, Californië  | Oracle Park              |

## Reguliere Competitie & Eindstanden

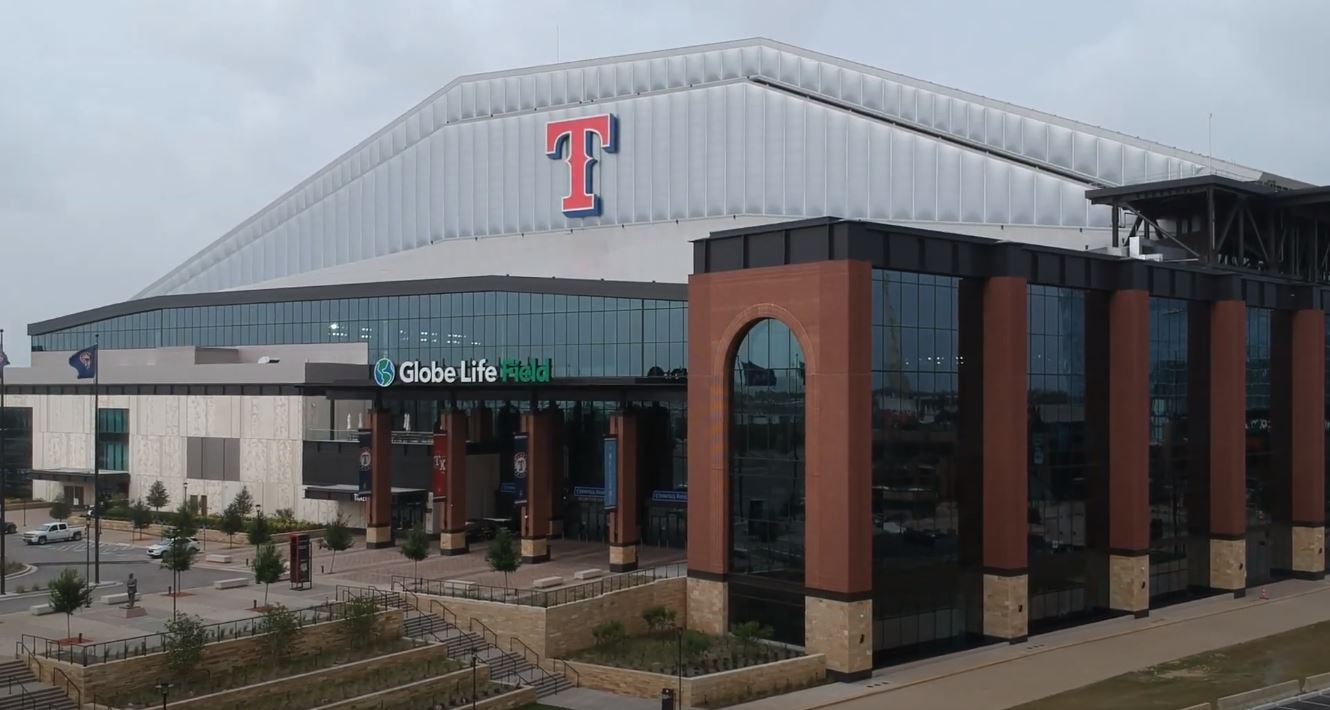
Globe Life Field, het nieuwe stadion van de Texas Rangers

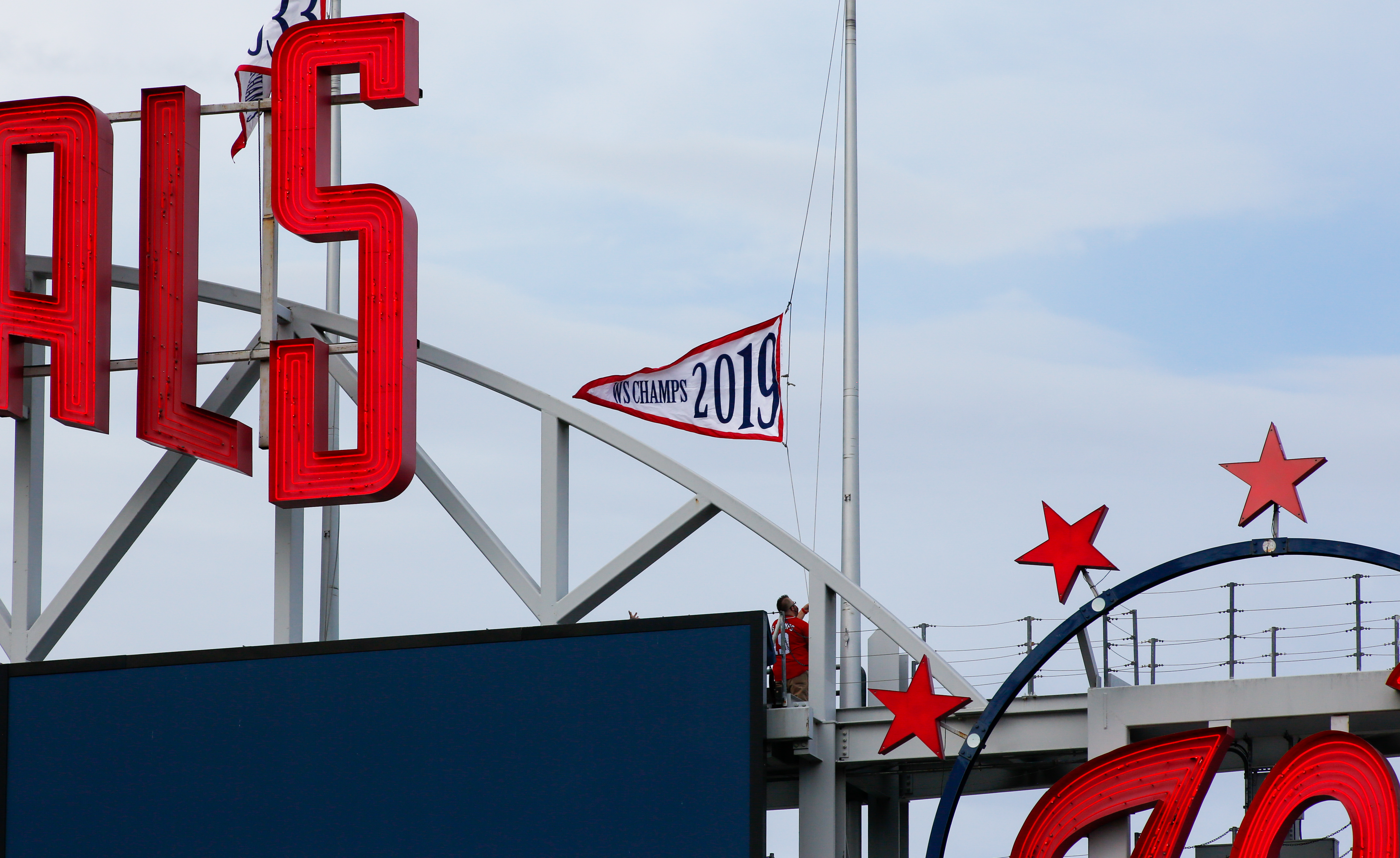
Titelverdediger Washington Nationals hijst op 23 juli hun kampioensvlag van 2019 in een leeg stadion vanwege de COVID-19-pandemie

De Texas Rangers spelen vanaf dit seizoen in hun nieuwe stadion Globe Life Field, dat het oude stadion Globe Life Park in Arlington zal vervangen. De Rangers speelden daar in totaal 26 seizoenen van 1994 tot 2019. De eerste wedstrijd van de Rangers in het nieuwe stadion tegen de Los Angeles Angels zou op 31 maart plaatsvinden, maar kon niet worden gespeeld vanwege de COVID-19-pandemie. Uiteindelijk op 24 juli speelden de Rangers de eerste officiële wedstrijd van het seizoen tegen de Colorado Rockies. Een gedeelte van de National League Division Series alsmede de National League Championship Series en de World Series worden in het nieuwe stadion gespeeld, om een mogelijke COVID-19 uitbraak aan het einde van het seizoen zo veel mogelijk te beperken.

### American League
Na 60 wedstrijden | Betekenis afkortingen: Gewonnen | Verloren | Gemiddelde | Achterstand

★ Naar de American League Wild Card Series

Eindstand per 27 september 2020
American League East
| Team                      | G  | V  | Gem.  | A  | Thuis G - V | Uit G - V |
| ------------------------- | -- | -- | ----- | -- | ----------- | --------- |
| Tampa Bay Rays ★ (AL1)    | 40 | 20 | 0.667 | -  | 20 - 9      | 20 - 11   |
| New York Yankees ★ (AL5)  | 33 | 27 | 0.550 | 7  | 22 - 9      | 11 - 18   |
| Toronto Blue Jays ★ (AL8) | 32 | 28 | 0.533 | 8  | 17 - 9      | 15 - 19   |
| Baltimore Orioles         | 25 | 35 | 0.417 | 15 | 13 - 20     | 12 - 15   |
| Boston Red Sox            | 24 | 36 | 0.400 | 16 | 11 - 20     | 13 - 16   |

American League Central
| Team                      | G  | V  | Gem.  | A  | Thuis G - V | Uit G - V |
| ------------------------- | -- | -- | ----- | -- | ----------- | --------- |
| Minnesota Twins ★ (AL3)   | 36 | 24 | 0.600 | -  | 24 - 7      | 12 - 17   |
| Cleveland Indians ★ (AL4) | 35 | 25 | 0.583 | 1  | 18 - 12     | 17 - 13   |
| Chicago White Sox ★ (AL7) | 35 | 25 | 0.583 | 1  | 18 - 12     | 17 - 13   |
| Kansas City Royals        | 26 | 34 | 0.433 | 10 | 15 - 15     | 11 - 19   |
| Detroit Tigers            | 23 | 35 | 0.397 | 12 | 12 - 15     | 11 - 20   |

American League West
| Team                      | G  | V  | Gem.  | A  | Thuis G - V | Uit G - V |
| ------------------------- | -- | -- | ----- | -- | ----------- | --------- |
| Oakland Athletics ★ (AL2) | 36 | 24 | 0.600 | -  | 22 - 10     | 14 - 14   |
| Houston Astros ★ (AL6)    | 29 | 31 | 0.483 | 7  | 22 - 8      | 9 - 23    |
| Seattle Mariners          | 27 | 33 | 0.450 | 9  | 14 - 10     | 13 - 23   |
| Los Angeles Angels        | 26 | 34 | 0.433 | 10 | 16 - 15     | 10 - 19   |
| Texas Rangers             | 22 | 38 | 0.367 | 14 | 16 - 14     | 6 - 24    |

### National League
Na 60 wedstrijden | Betekenis afkortingen: Gewonnen | Verloren | Gemiddelde | Achterstand

✦ Naar de National League Wild Card Series

Eindstand per 27 september 2020
National League East
| Team                   | G  | V  | Gem.  | A | Thuis G - V | Uit G - V |
| ---------------------- | -- | -- | ----- | - | ----------- | --------- |
| Atlanta Braves ✦ (NL2) | 35 | 25 | 0.583 | - | 19 - 11     | 16 - 14   |
| Miami Marlins ✦ (NL6)  | 31 | 29 | 0.517 | 4 | 11 - 15     | 20 - 14   |
| Philadelphia Phillies  | 28 | 32 | 0.467 | 7 | 19 - 13     | 9 - 19    |
| New York Mets          | 26 | 34 | 0.433 | 9 | 12 - 17     | 14 - 17   |
| Washington Nationals   | 26 | 34 | 0.433 | 9 | 15 - 18     | 11 - 16   |

National League Central
| Team                        | G  | V  | Gem.  | A  | Thuis G - V | Uit G - V |
| --------------------------- | -- | -- | ----- | -- | ----------- | --------- |
| Chicago Cubs ✦ (NL3)        | 34 | 26 | 0.567 | -  | 19 - 14     | 15 - 12   |
| St. Louis Cardinals ✦ (NL5) | 30 | 28 | 0.517 | 3  | 14 - 13     | 16 - 15   |
| Cincinnati Reds ✦ (NL7)     | 31 | 29 | 0.517 | 3  | 16 - 13     | 15 - 16   |
| Milwaukee Brewers ✦ (NL8)   | 29 | 31 | 0.483 | 5  | 15 - 14     | 14 - 17   |
| Pittsburgh Pirates          | 19 | 41 | 0.317 | 15 | 13 - 19     | 6 - 22    |

National League West
| Team                        | G  | V  | Gem.  | A  | Thuis G - V | Uit G - V |
| --------------------------- | -- | -- | ----- | -- | ----------- | --------- |
| Los Angeles Dodgers ✦ (NL1) | 43 | 17 | 0.717 | -  | 21 - 9      | 22 - 8    |
| San Diego Padres ✦ (NL4)    | 37 | 23 | 0.617 | 6  | 21 - 11     | 16 - 12   |
| San Francisco Giants        | 29 | 31 | 0.483 | 14 | 19 - 14     | 10 - 17   |
| Colorado Rockies            | 26 | 34 | 0.433 | 17 | 12 - 18     | 14 - 16   |
| Arizona Diamondbacks        | 25 | 35 | 0.417 | 18 | 16 - 14     | 9 - 21    |

## Postseason Schema
Met de Wild Card Series ziet het begin van het postseason er anders uit dan normaal. De Wild Card Series bestaat uit acht teams van elke competitie: de twee beste teams van elke divisie, plus de teams van elke competitie met de volgende twee hoogste klasseringen. De Wild Card Series zullen een best-of-3 series zijn, terwijl de Division Series, League Championship Series en World Series hun normale lengte zullen hebben. De wedstrijden van de Wild Card Series worden gespeeld op het thuisveld van het hoger geplaatste team. De divisie- en competitiekampioensreeksen worden gespeeld op neutrale locaties, om de mogelijkheid van een eventuele nieuwe COVID-19 uitbraak te beperken. De American League gaan hun wedstrijden spelen in Petco Park van San Diego Padres en Dodger Stadium van Los Angeles Dodgers, terwijl de National League zal spelen in Globe Life Field van Texas Rangers en Minute Maid Park van Houston Astros. De World Series worden gespeeld op Globe Life Field.
|  | Wild Card Series Best of 3 (ALWCS, NLWCS) | Wild Card Series Best of 3 (ALWCS, NLWCS) | Wild Card Series Best of 3 (ALWCS, NLWCS) |   |                     | Division Series Best of 5 (ALDS, NLDS) | Division Series Best of 5 (ALDS, NLDS) | Division Series Best of 5 (ALDS, NLDS) |  |     | League Championship Series Best of 7 (ALCS, NLCS) | League Championship Series Best of 7 (ALCS, NLCS) | League Championship Series Best of 7 (ALCS, NLCS) |  |     | World Series Best of 7 | World Series Best of 7 | World Series Best of 7 |
|  |                                           |                                           |                                           |   |                     |                                        |                                        |                                        |  |     |                                                   |                                                   |                                                   |  |     |                        |                        |                        |
|  | AL1                                       | Tampa Bay Rays                            | 2                                         |   |                     |                                        |                                        |                                        |  |     |                                                   |                                                   |                                                   |  |     |                        |                        |                        |
|  | AL8                                       | Toronto Blue Jays                         | 0                                         |   |                     |                                        |                                        |                                        |  |     |                                                   |                                                   |                                                   |  |     |                        |                        |                        |
|  | AL8                                       | Toronto Blue Jays                         | 0                                         |   | AL1                 | Tampa Bay Rays                         | 3                                      |                                        |  |     |                                                   |                                                   |                                                   |  |     |                        |                        |                        |
|  |                                           |                                           |                                           |   | AL1                 | Tampa Bay Rays                         | 3                                      |                                        |  |     |                                                   |                                                   |                                                   |  |     |                        |                        |                        |
|  |                                           | AL5                                       | New York Yankees                          | 2 |                     |                                        |                                        |                                        |  |     |                                                   |                                                   |                                                   |  |     |                        |                        |                        |
|  | AL4                                       | AL5                                       | New York Yankees                          | 2 | Cleveland Indians   | 0                                      |                                        |                                        |  |     |                                                   |                                                   |                                                   |  |     |                        |                        |                        |
|  | AL4                                       |                                           |                                           |   | Cleveland Indians   | 0                                      |                                        |                                        |  |     |                                                   |                                                   |                                                   |  |     |                        |                        |                        |
|  | AL5                                       | New York Yankees                          | 2                                         |   |                     |                                        |                                        |                                        |  |     |                                                   |                                                   |                                                   |  |     |                        |                        |                        |
|  | AL5                                       | New York Yankees                          | 2                                         |   |                     |                                        |                                        |                                        |  | AL1 | Tampa Bay Rays                                    | 4                                                 |                                                   |  |     |                        |                        |                        |
|  |                                           |                                           |                                           |   |                     |                                        |                                        |                                        |  | AL1 | Tampa Bay Rays                                    | 4                                                 |                                                   |  |     |                        |                        |                        |
|  |                                           | AL6                                       | Houston Astros                            | 3 |                     |                                        |                                        |                                        |  |     |                                                   |                                                   |                                                   |  |     |                        |                        |                        |
|  | AL3                                       | AL6                                       | Houston Astros                            | 3 | Minnesota Twins     | 0                                      |                                        |                                        |  |     |                                                   |                                                   |                                                   |  |     |                        |                        |                        |
|  | AL3                                       |                                           |                                           |   | Minnesota Twins     | 0                                      |                                        |                                        |  |     |                                                   |                                                   |                                                   |  |     |                        |                        |                        |
|  | AL6                                       | Houston Astros                            | 2                                         |   |                     |                                        |                                        |                                        |  |     |                                                   |                                                   |                                                   |  |     |                        |                        |                        |
|  | AL6                                       | Houston Astros                            | 2                                         |   | AL6                 | Houston Astros                         | 3                                      |                                        |  |     |                                                   |                                                   |                                                   |  |     |                        |                        |                        |
|  |                                           |                                           |                                           |   | AL6                 | Houston Astros                         | 3                                      |                                        |  |     |                                                   |                                                   |                                                   |  |     |                        |                        |                        |
|  |                                           | AL2                                       | Oakland Athletics                         | 1 |                     |                                        |                                        |                                        |  |     |                                                   |                                                   |                                                   |  |     |                        |                        |                        |
|  | AL2                                       | AL2                                       | Oakland Athletics                         | 1 | Oakland Athletics   | 2                                      |                                        |                                        |  |     |                                                   |                                                   |                                                   |  |     |                        |                        |                        |
|  | AL2                                       |                                           |                                           |   | Oakland Athletics   | 2                                      |                                        |                                        |  |     |                                                   |                                                   |                                                   |  |     |                        |                        |                        |
|  | AL7                                       | Chicago White Sox                         | 1                                         |   |                     |                                        |                                        |                                        |  |     |                                                   |                                                   |                                                   |  |     |                        |                        |                        |
|  | AL7                                       | Chicago White Sox                         | 1                                         |   |                     |                                        |                                        |                                        |  |     |                                                   |                                                   |                                                   |  | AL1 | Tampa Bay Rays         | 2                      |                        |
|  |                                           |                                           |                                           |   |                     |                                        |                                        |                                        |  |     |                                                   |                                                   |                                                   |  | AL1 | Tampa Bay Rays         | 2                      |                        |
|  |                                           | NL1                                       | Los Angeles Dodgers                       | 4 |                     |                                        |                                        |                                        |  |     |                                                   |                                                   |                                                   |  |     |                        |                        |                        |
|  | NL1                                       | NL1                                       | Los Angeles Dodgers                       | 4 | Los Angeles Dodgers | 2                                      |                                        |                                        |  |     |                                                   |                                                   |                                                   |  |     |                        |                        |                        |
|  | NL1                                       |                                           |                                           |   | Los Angeles Dodgers | 2                                      |                                        |                                        |  |     |                                                   |                                                   |                                                   |  |     |                        |                        |                        |
|  | NL8                                       | Milwaukee Brewers                         | 0                                         |   |                     |                                        |                                        |                                        |  |     |                                                   |                                                   |                                                   |  |     |                        |                        |                        |
|  | NL8                                       | Milwaukee Brewers                         | 0                                         |   | NL1                 | Los Angeles Dodgers                    | 3                                      |                                        |  |     |                                                   |                                                   |                                                   |  |     |                        |                        |                        |
|  |                                           |                                           |                                           |   | NL1                 | Los Angeles Dodgers                    | 3                                      |                                        |  |     |                                                   |                                                   |                                                   |  |     |                        |                        |                        |
|  |                                           | NL4                                       | San Diego Padres                          | 0 |                     |                                        |                                        |                                        |  |     |                                                   |                                                   |                                                   |  |     |                        |                        |                        |
|  | NL4                                       | NL4                                       | San Diego Padres                          | 0 | San Diego Padres    | 2                                      |                                        |                                        |  |     |                                                   |                                                   |                                                   |  |     |                        |                        |                        |
|  | NL4                                       |                                           |                                           |   | San Diego Padres    | 2                                      |                                        |                                        |  |     |                                                   |                                                   |                                                   |  |     |                        |                        |                        |
|  | NL5                                       | St. Louis Cardinals                       | 1                                         |   |                     |                                        |                                        |                                        |  |     |                                                   |                                                   |                                                   |  |     |                        |                        |                        |
|  | NL5                                       | St. Louis Cardinals                       | 1                                         |   |                     |                                        |                                        |                                        |  | NL1 | Los Angeles Dodgers                               | 4                                                 |                                                   |  |     |                        |                        |                        |
|  |                                           |                                           |                                           |   |                     |                                        |                                        |                                        |  | NL1 | Los Angeles Dodgers                               | 4                                                 |                                                   |  |     |                        |                        |                        |
|  |                                           | NL2                                       | Atlanta Braves                            | 3 |                     |                                        |                                        |                                        |  |     |                                                   |                                                   |                                                   |  |     |                        |                        |                        |
|  | NL3                                       | NL2                                       | Atlanta Braves                            | 3 | Chicago Cubs        | 0                                      |                                        |                                        |  |     |                                                   |                                                   |                                                   |  |     |                        |                        |                        |
|  | NL3                                       |                                           |                                           |   | Chicago Cubs        | 0                                      |                                        |                                        |  |     |                                                   |                                                   |                                                   |  |     |                        |                        |                        |
|  | NL6                                       | Miami Marlins                             | 2                                         |   |                     |                                        |                                        |                                        |  |     |                                                   |                                                   |                                                   |  |     |                        |                        |                        |
|  | NL6                                       | Miami Marlins                             | 2                                         |   | NL6                 | Miami Marlins                          | 0                                      |                                        |  |     |                                                   |                                                   |                                                   |  |     |                        |                        |                        |
|  |                                           |                                           |                                           |   | NL6                 | Miami Marlins                          | 0                                      |                                        |  |     |                                                   |                                                   |                                                   |  |     |                        |                        |                        |
|  |                                           | NL2                                       | Atlanta Braves                            | 3 |                     |                                        |                                        |                                        |  |     |                                                   |                                                   |                                                   |  |     |                        |                        |                        |
|  | NL2                                       | NL2                                       | Atlanta Braves                            | 3 | Atlanta Braves      | 2                                      |                                        |                                        |  |     |                                                   |                                                   |                                                   |  |     |                        |                        |                        |
|  | NL2                                       |                                           |                                           |   | Atlanta Braves      | 2                                      |                                        |                                        |  |     |                                                   |                                                   |                                                   |  |     |                        |                        |                        |
|  | NL7                                       | Cincinnati Reds                           | 0                                         |   |                     |                                        |                                        |                                        |  |     |                                                   |                                                   |                                                   |  |     |                        |                        |                        |

## Postseason Boxscores & Uitslagen
Afkortingen en termen:

1 t/m 9, of meer Inning | Run (Punt) | Hit (Slag) | Error (Fout) | WP (Winning pitcher ook wel winnende werper. Deze wordt toegewezen aan een werper van het winnende team) | LP (Losing pitcher ook wel verliezende werper. Deze wordt toegewezen aan een werper van het verliezende team) | Save (Wordt toegekend aan een werper die onder bepaalde voorgeschreven omstandigheden een wedstrijd voor het winnende team beëindigt) | HR (Home Run)

### American League Wild Card Series

#### Tampa Bay Rays (AL1) vs. Toronto Blue Jays (AL8)
Best of 3 | Tampa Bay Rays wint ALWCS met 2 - 0
| Wedstrijd | Datum        | Uitslag                                |
| --------- | ------------ | -------------------------------------- |
| 1         | 29 september | Toronto Blue Jays 1 @ Tampa Bay Rays 3 |
| 2         | 30 september | Toronto Blue Jays 2 @ Tampa Bay Rays 8 |

ALWCS Game 1

29 september 2020 | Tropicana Field, St. Petersburg, Florida

Speelduur: 3 uur 6 min. | 22°C, Overdekt stadion | Toeschouwers: 0
| Team              | 1 | 2 | 3 | 4 | 5 | 6 | 7 | 8 | 9 | R | H | E |
| ----------------- | - | - | - | - | - | - | - | - | - | - | - | - |
| Toronto Blue Jays | 0 | 0 | 0 | 0 | 0 | 0 | 0 | 1 | 0 | 1 | 5 | 0 |
| @ Tampa Bay Rays  | 0 | 0 | 0 | 1 | 0 | 0 | 2 | 0 | X | 3 | 4 | 0 |

WP: Blake Snell (1 - 0) | VP: Robbie Ray (0 - 1) | Save: Pete Fairbanks (1)

HR Jays: - | HR Rays: Manuel Margot (1)

Tampa Bay Rays leidt ALWCS met 1 - 0

Boxscore MLB

ALWCS Game 2

30 september 2020 | Tropicana Field, St. Petersburg, Florida

Speelduur: 3 uur 5 min. | 22°C, Overdekt stadion | Toeschouwers: 0
| Team              | 1 | 2 | 3 | 4 | 5 | 6 | 7 | 8 | 9 | R | H  | E |
| ----------------- | - | - | - | - | - | - | - | - | - | - | -- | - |
| Toronto Blue Jays | 0 | 0 | 1 | 0 | 1 | 0 | 0 | 0 | 0 | 2 | 7  | 2 |
| @ Tampa Bay Rays  | 1 | 6 | 1 | 0 | 0 | 0 | 0 | 0 | X | 8 | 12 | 0 |

WP: Tyler Glasnow (1 - 0) | VP: Hyun-jin Ryu (0 - 1) | Save: -

HR Jays: Danny Jansen 2 (2) | HR Rays: Mike Zunino (1), Hunter Renfroe (1)

Tampa Bay Rays wint ALWCS met 2 - 0

Boxscore MLB

#### Oakland Athletics (AL2) vs. Chicago White Sox (AL7)
Best of 3 | Oakland Athletics wint ALWCS 2 - 1
| Wedstrijd | Datum        | Uitslag                                   |
| --------- | ------------ | ----------------------------------------- |
| 1         | 29 september | Chicago White Sox 4 @ Oakland Athletics 1 |
| 2         | 30 september | Chicago White Sox 3 @ Oakland Athletics 5 |
| 3         | 1 oktober    | Chicago White Sox 4 @ Oakland Athletics 6 |

ALWCS Game 1

29 september 2020 | Oakland Coliseum, Oakland, Californië

Speelduur: 2 uur 53 min. | 22°C, Gedeeltelijk bewolkt | Toeschouwers: 0
| Team                | 1 | 2 | 3 | 4 | 5 | 6 | 7 | 8 | 9 | R | H | E |
| ------------------- | - | - | - | - | - | - | - | - | - | - | - | - |
| Chicago White Sox   | 0 | 1 | 2 | 0 | 0 | 0 | 0 | 1 | 0 | 4 | 9 | 0 |
| @ Oakland Athletics | 0 | 0 | 0 | 0 | 0 | 0 | 0 | 1 | 0 | 1 | 3 | 0 |

WP: Lucas Giolito (1 - 0) | VP: Jesus Luzardo (0 - 1) | Save: Alex Colome (1)

HR Sox: Adam Engel (1), Jose Abreu (1), Yasmani Grandal (1) | HR A's: -

Chicago White Sox leidt ALWCS met 1 - 0

Boxscore MLB

ALWCS Game 2

30 september 2020 | Oakland Coliseum, Oakland, Californië

Speelduur: 3 uur 5 min. | 21°C, Zonnig | Toeschouwers: 0
| Team                | 1 | 2 | 3 | 4 | 5 | 6 | 7 | 8 | 9 | R | H  | E |
| ------------------- | - | - | - | - | - | - | - | - | - | - | -- | - |
| Chicago White Sox   | 0 | 0 | 0 | 0 | 0 | 0 | 0 | 2 | 1 | 3 | 10 | 2 |
| @ Oakland Athletics | 2 | 2 | 0 | 1 | 0 | 0 | 0 | 0 | X | 5 | 7  | 0 |

WP: Chris Bassitt (1 - 0) | VP: Dallas Keuchel (0 - 1) | Save: Jake Diekman (1)

HR Sox: Yasmani Grandal (2) | HR A's: Marcus Semien (1), Khris Davis (1)

Stand ALWCS is gelijk 1 - 1

Boxscore MLB

ALWCS Game 3

1 oktober 2020 | Oakland Coliseum, Oakland, Californië

Speelduur: 4 uur 9 min. | 29°C, Gedeeltelijk bewolkt | Toeschouwers: 0
| Team                | 1 | 2 | 3 | 4 | 5 | 6 | 7 | 8 | 9 | R | H  | E |
| ------------------- | - | - | - | - | - | - | - | - | - | - | -- | - |
| Chicago White Sox   | 0 | 1 | 2 | 0 | 1 | 0 | 0 | 0 | 0 | 4 | 12 | 1 |
| @ Oakland Athletics | 0 | 0 | 0 | 4 | 2 | 0 | 0 | 0 | X | 6 | 8  | 1 |

WP: Frankie Montas (1 - 0) | VP: Evan Marshall (0 - 1) | Save: Liam Hendriks (1)

HR Sox: Luis Robert (1) | HR A's: Sean Murphy (1)

Oakland Athletics wint ALWCS 2 - 1

Boxscore MLB

#### Minnesota Twins (AL3) vs. Houston Astros (AL6)
Best of 3 | Houston Astros wint ALWCS met 2 - 0
| Wedstrijd | Datum        | Uitslag                              |
| --------- | ------------ | ------------------------------------ |
| 1         | 29 september | Houston Astros 4 @ Minnesota Twins 1 |
| 2         | 30 september | Houston Astros 3 @ Minnesota Twins 1 |

ALWCS Game 1

29 september 2020 | Target Field, Minneapolis, Minnesota

Speelduur: 3 uur 49 min. | 14°C, Gedeeltelijk bewolkt | Toeschouwers: 0
| Team              | 1 | 2 | 3 | 4 | 5 | 6 | 7 | 8 | 9 | R | H | E |
| ----------------- | - | - | - | - | - | - | - | - | - | - | - | - |
| Houston Astros    | 0 | 0 | 0 | 0 | 0 | 0 | 1 | 0 | 3 | 4 | 8 | 0 |
| @ Minnesota Twins | 0 | 0 | 1 | 0 | 0 | 0 | 0 | 0 | 0 | 1 | 4 | 1 |

WP: Framber Valdez (1 - 0) | VP: Sergio Romo (0 - 1) | Save: -

HR Astros: - | HR Twins: -

Houston Astros leidt ALWCS met 1 - 0

Boxscore MLB

ALWCS Game 2

30 september 2020 | Target Field, Minneapolis, Minnesota

Speelduur: 3 uur 32 min. | 16°C, Gedeeltelijk bewolkt | Toeschouwers: 0
| Team              | 1 | 2 | 3 | 4 | 5 | 6 | 7 | 8 | 9 | R | H | E |
| ----------------- | - | - | - | - | - | - | - | - | - | - | - | - |
| Houston Astros    | 0 | 0 | 0 | 1 | 0 | 0 | 1 | 0 | 1 | 3 | 5 | 1 |
| @ Minnesota Twins | 0 | 0 | 0 | 0 | 1 | 0 | 0 | 0 | 0 | 1 | 3 | 0 |

WP: Cristian Javier (1 - 0) | VP: Cody Stashak (0 - 1) | Save: Ryan Pressly (1)

HR Astros: Carlos Correa (1) | HR Twins: -

Houston Astros wint ALWCS met 2 - 0

Boxscore MLB

#### Cleveland Indians (AL4) vs. New York Yankees (AL5)
Best of 3 | New York Yankees wint ALWCS met 2 - 0
| Wedstrijd | Datum        | Uitslag                                   |
| --------- | ------------ | ----------------------------------------- |
| 1         | 29 september | New York Yankees 12 @ Cleveland Indians 3 |
| 2         | 30 september | New York Yankees 10 @ Cleveland Indians 9 |

ALWCS Game 1

29 september 2020 | Progressive Field, Cleveland, Ohio

Speelduur: 3 uur 17 min. | 16°C, Bewolkt | Toeschouwers: 0
| Team                | 1 | 2 | 3 | 4 | 5 | 6 | 7 | 8 | 9 | R  | H  | E |
| ------------------- | - | - | - | - | - | - | - | - | - | -- | -- | - |
| New York Yankees    | 2 | 0 | 1 | 2 | 2 | 0 | 4 | 0 | 1 | 12 | 15 | 0 |
| @ Cleveland Indians | 0 | 0 | 1 | 1 | 0 | 0 | 0 | 0 | 1 | 3  | 8  | 0 |

WP: Gerrit Cole (1 - 0) | VP: Shane Bieber (0 - 1) | Save: -

HR Yankees: Aaron Judge (1), Gleyber Torres (1), Brett Gardner (1), Giancarlo Stanton (1) | HR Indians: Josh Naylor (1)

New York Yankees leidt ALWCS met 1 - 0

Boxscore MLB

ALWCS Game 2

30 september 2020 | Progressive Field, Cleveland, Ohio

Speelduur: 4 uur 50 min. | 16°C, Bewolkt | Toeschouwers: 0
| Team                | 1 | 2 | 3 | 4 | 5 | 6 | 7 | 8 | 9 | R  | H  | E |
| ------------------- | - | - | - | - | - | - | - | - | - | -- | -- | - |
| New York Yankees    | 0 | 1 | 0 | 4 | 1 | 2 | 0 | 0 | 2 | 10 | 8  | 0 |
| @ Cleveland Indians | 4 | 0 | 0 | 0 | 2 | 0 | 2 | 1 | 0 | 9  | 10 | 2 |

WP: Aroldis Chapman (1 - 0) | VP: Brad Hand (0 - 1) | Save: -

HR Yankees: Giancarlo Stanton (2), Gio Urshela (1), Gary Sanchez (1)- | HR Indians: -

New York Yankees wint ALWCS met 2 - 0

 Boxscore MLB

### National League Wild Card Series

#### Los Angeles Dodgers (NL1) vs. Milwaukee Brewers (NL8)
Best of 3 | Los Angeles Dodgers wint NLWCS met 2 - 0
| Wedstrijd | Datum        | Uitslag                                     |
| --------- | ------------ | ------------------------------------------- |
| 1         | 30 september | Milwaukee Brewers 2 @ Los Angeles Dodgers 4 |
| 2         | 1 oktober    | Milwaukee Brewers 0 @ Los Angeles Dodgers 3 |

NLWCS Game 1

30 september 2020 | Dodger Stadium, Los Angeles, Californië

Speelduur: 3 uur 17 min. | 29°C, Helder | Toeschouwers: 0
| Team                  | 1 | 2 | 3 | 4 | 5 | 6 | 7 | 8 | 9 | R | H | E |
| --------------------- | - | - | - | - | - | - | - | - | - | - | - | - |
| Milwaukee Brewers     | 0 | 0 | 0 | 2 | 0 | 0 | 0 | 0 | 0 | 2 | 7 | 0 |
| @ Los Angeles Dodgers | 2 | 1 | 0 | 0 | 0 | 0 | 1 | 0 | X | 4 | 6 | 1 |

WP: Julio Urias  (1 - 0) | VP: Brent Suter (0 - 1) | Save: Kenley Jansen (1)

HR Brewers: Orlando Arcia (1) | HR Dodgers: Corey Seager (1)

Los Angeles Dodgers leidt NLWCS met 1 - 0

Boxscore MLB

NLWCS Game 2

1 oktober 2020 | Dodger Stadium, Los Angeles, Californië

Speelduur: 2 uur 55 min. | 30°C, Helder | Toeschouwers: 0
| Team                  | 1 | 2 | 3 | 4 | 5 | 6 | 7 | 8 | 9 | R | H | E |
| --------------------- | - | - | - | - | - | - | - | - | - | - | - | - |
| Milwaukee Brewers     | 0 | 0 | 0 | 0 | 0 | 0 | 0 | 0 | 0 | 0 | 4 | 0 |
| @ Los Angeles Dodgers | 0 | 0 | 0 | 0 | 3 | 0 | 0 | 0 | X | 3 | 6 | 0 |

WP: Clayton Kershaw (1 - 0) | VP: Brandon Woodruff (0 - 1) | Save: Brusdar Graterol (1)

HR Brewers: - | HR Dodgers: -

Los Angeles Dodgers wint NLWCS met 2 - 0

 Boxscore MLB

#### Atlanta Braves (NL2) vs. Cincinnati Reds (NL7)
Best of 3 | Atlanta Braves wint NLWCS met 2 - 0
| Wedstrijd | Datum        | Uitslag                              |
| --------- | ------------ | ------------------------------------ |
| 1         | 30 september | Cincinnati Reds 0 @ Atlanta Braves 1 |
| 2         | 1 oktober    | Cincinnati Reds 0 @ Atlanta Braves 5 |

NLWCS Game 1

30 september 2020 | Truist Park, Atlanta, Georgia

Speelduur: 4 uur 39 min. | 18°C, Zonnig | Toeschouwers: 0
| Team             | 1 | 2 | 3 | 4 | 5 | 6 | 7 | 8 | 9 | 10 | 11 | 12 | 13 | R | H  | E |
| ---------------- | - | - | - | - | - | - | - | - | - | -- | -- | -- | -- | - | -- | - |
| Cincinnati Reds  | 0 | 0 | 0 | 0 | 0 | 0 | 0 | 0 | 0 | 0  | 0  | 0  | 0  | 0 | 11 | 1 |
| @ Atlanta Braves | 0 | 0 | 0 | 0 | 0 | 0 | 0 | 0 | 0 | 0  | 0  | 0  | 1  | 1 | 6  | 0 |

WP: A.J. Minter (1 - 0) | VP: Archie Bradley (0 - 1) | Save: -

HR Reds: - | HR Braves: -

Atlanta Braves leidt NLWCS met 1 - 0

Boxscore MLB

NLWCS Game 2

1 oktober 2020 | Truist Park, Atlanta, Georgia

Speelduur: 3 uur 3 min. | 22°C, Zonnig | Toeschouwers: 0
| Team             | 1 | 2 | 3 | 4 | 5 | 6 | 7 | 8 | 9 | R | H | E |
| ---------------- | - | - | - | - | - | - | - | - | - | - | - | - |
| Cincinnati Reds  | 0 | 0 | 0 | 0 | 0 | 0 | 0 | 0 | 0 | 0 | 2 | 1 |
| @ Atlanta Braves | 0 | 0 | 0 | 0 | 1 | 0 | 0 | 4 | X | 5 | 9 | 0 |

WP: Ian Anderson (1 - 0) | VP: Luis Castillo (0 - 1) | Save: -

HR Reds: - | HR Braves: Marcell Ozuna (1), Adam Duvall (1)

Atlanta Braves wint NLWCS met 2 - 0

 Boxscore MLB

#### Chicago Cubs (NL3) vs. Miami Marlins (NL6)
Best of 3 | Miami Marlins wint NLWCS met 2 - 0
| Wedstrijd | Datum        | Uitslag                          |
| --------- | ------------ | -------------------------------- |
| 1         | 30 september | Miami Marlins 5 @ Chicago Cubs 1 |
| 2         | 2 oktober    | Miami Marlins 2 @ Chicago Cubs 0 |

NLWCS Game 1

30 september 2020 | Wrigley Field, Chicago, Illinois

Speelduur: 3 uur 22 min. | 18°C, Bewolkt | Toeschouwers: 0
| Team           | 1 | 2 | 3 | 4 | 5 | 6 | 7 | 8 | 9 | R | H | E |
| -------------- | - | - | - | - | - | - | - | - | - | - | - | - |
| Miami Marlins  | 0 | 0 | 0 | 0 | 0 | 0 | 5 | 0 | 0 | 5 | 8 | 1 |
| @ Chicago Cubs | 0 | 0 | 0 | 0 | 1 | 0 | 0 | 0 | 0 | 1 | 4 | 1 |

WP: Sandy Alcantara (1 - 0) | VP: Kyle Hendricks (0 - 1) | Save: -

HR Marlins: Corey Dickerson (1), Jesus Aguilar (1) | HR Cubs: Ian Happ (1)

Miami Marlins leidt NLWCS met 1 - 0

Boxscore MLB

NLWCS Game 2

2 oktober 2020 | Wrigley Field, Chicago, Illinois

Speelduur: 3 uur 22 min. | 11°C, Gedeeltelijk bewolkt | Toeschouwers: 0
| Team           | 1 | 2 | 3 | 4 | 5 | 6 | 7 | 8 | 9 | R | H | E |
| -------------- | - | - | - | - | - | - | - | - | - | - | - | - |
| Miami Marlins  | 0 | 0 | 0 | 0 | 0 | 0 | 2 | 0 | 0 | 2 | 5 | 0 |
| @ Chicago Cubs | 0 | 0 | 0 | 0 | 0 | 0 | 0 | 0 | 0 | 0 | 5 | 0 |

WP: Brad Boxberger (1 - 0) | VP: Yu Darvish (0 - 1) | Save: Brandon Kintzler (1)

HR Marlins: Garrett Cooper (1) | HR Cubs: -

Miami Marlins wint NLWCS met 2 - 0

Boxscore MLB

#### San Diego Padres (NL4) vs. St. Louis Cardinals (NL5)
Best of 3 | San Diego Padres wint NLWCS met 2 - 1
| Wedstrijd | Datum        | Uitslag                                     |
| --------- | ------------ | ------------------------------------------- |
| 1         | 30 september | St. Louis Cardinals 7 @ San Diego Padres 4  |
| 2         | 1 oktober    | St. Louis Cardinals 9 @ San Diego Padres 11 |
| 3         | 2 oktober    | St. Louis Cardinals 0 @ San Diego Padres 4  |

NLWCS Game 1

30 september 2020 | Petco Park, San Diego, Californië

Speelduur: 3 uur 53 min. | 33°C, Zonnig | Toeschouwers: 0
| Team                | 1 | 2 | 3 | 4 | 5 | 6 | 7 | 8 | 9 | R | H  | E |
| ------------------- | - | - | - | - | - | - | - | - | - | - | -- | - |
| St. Louis Cardinals | 4 | 0 | 2 | 0 | 0 | 0 | 0 | 0 | 1 | 7 | 13 | 1 |
| @ San Diego Padres  | 1 | 1 | 1 | 0 | 0 | 1 | 0 | 0 | 0 | 4 | 8  | 0 |

WP: Giovanny Gallegos (1 - 0) | VP: Chris Paddack (0 - 1) | Save: Alex Reyes (1)

HR Cardinals: Paul Goldschmidt (1) | HR Padres: -

St. Louis Cardinals leidt NLWCS met 1 - 0

Boxscore MLB

NLWCS Game 2

1 oktober 2020 | Petco Park, San Diego, Californië

Speelduur: 4 uur 19 min. | 33°C, Gedeeltelijk bewolkt | Toeschouwers: 0
| Team                | 1 | 2 | 3 | 4 | 5 | 6 | 7 | 8 | 9 | R  | H  | E |
| ------------------- | - | - | - | - | - | - | - | - | - | -- | -- | - |
| St. Louis Cardinals | 1 | 3 | 0 | 0 | 0 | 2 | 0 | 2 | 1 | 9  | 10 | 1 |
| @ San Diego Padres  | 0 | 0 | 0 | 2 | 0 | 4 | 3 | 2 | X | 11 | 15 | 2 |

WP: Emilio Pagan (1 - 0) | VP: Daniel Ponce de Leon (0 - 1) | Save: Trevor Rosenthal (1)

HR Cardinals: Kolten Wong (1) | HR Padres: Fernando Tatis Jr. 2 (2), Manny Machado (1), Wil Myers 2 (2)

Stand NLWCS is gelijk 1 - 1

Boxscore MLB

NLWCS Game 3

2 oktober 2020 | Petco Park, San Diego, Californië

Speelduur: 3 uur 21 min. | 31°C, Zonnig | Toeschouwers: 0
| Team                | 1 | 2 | 3 | 4 | 5 | 6 | 7 | 8 | 9 | R | H | E |
| ------------------- | - | - | - | - | - | - | - | - | - | - | - | - |
| St. Louis Cardinals | 0 | 0 | 0 | 0 | 0 | 0 | 0 | 0 | 0 | 0 | 4 | 2 |
| @ San Diego Padres  | 0 | 0 | 0 | 0 | 1 | 0 | 2 | 1 | X | 4 | 8 | 1 |

WP: Austin Adams (1 - 0) | VP: Jack Flaherty (0 - 1) | Save: -

HR Cardinals: - | HR Padres: Jake Cronenworth (1)

San Diego Padres wint NLWCS met 2 - 1

 Boxscore MLB

### American League Division Series

#### Tampa Bay Rays (AL1) vs. New York Yankees (AL5)
Best of 5 | Tampa Bay Rays wint ALDS met 3 - 2
| Wedstrijd | Datum     | Uitslag                               |
| --------- | --------- | ------------------------------------- |
| 1         | 5 oktober | New York Yankees 9 @ Tampa Bay Rays 3 |
| 2         | 6 oktober | New York Yankees 5 @ Tampa Bay Rays 7 |
| 3         | 7 oktober | Tampa Bay Rays 8 @ New York Yankees 4 |
| 4         | 8 oktober | Tampa Bay Rays 1 @ New York Yankees 5 |
| 5         | 9 oktober | New York Yankees 1 @ Tampa Bay Rays 2 |

ALDS Game 1

5 oktober 2020 | Petco Park, San Diego, Californië

Speelduur: 3 uur 38 min. | 29°C, Helder | Toeschouwers: 0
| Team             | 1 | 2 | 3 | 4 | 5 | 6 | 7 | 8 | 9 | R | H  | E |
| ---------------- | - | - | - | - | - | - | - | - | - | - | -- | - |
| New York Yankees | 1 | 0 | 1 | 0 | 2 | 0 | 0 | 0 | 5 | 9 | 15 | 0 |
| Tampa Bay Rays   | 1 | 0 | 0 | 2 | 0 | 0 | 0 | 0 | 0 | 3 | 6  | 0 |

WP: Gerrit Cole (1 - 0) | VP: Blake Snell (0 - 1) | Save: -

HR Yankees: Clint Frazier (1), Kyle Higashioka (1), Aaron Judge (1), Giancarlo Stanton (1)

HR Rays: Randy Arozarena (1), Ji-man Choi (1)

New York Yankees leidt ALDS met 1 - 0

Boxscore MLB

ALDS Game 2

6 oktober 2020 | Petco Park, San Diego, Californië

Speelduur: 3 uur 43 min. | 26°C, Bewolkt | Toeschouwers: 0
| Team             | 1 | 2 | 3 | 4 | 5 | 6 | 7 | 8 | 9 | R | H | E |
| ---------------- | - | - | - | - | - | - | - | - | - | - | - | - |
| New York Yankees | 0 | 1 | 0 | 3 | 0 | 0 | 0 | 0 | 1 | 5 | 5 | 1 |
| Tampa Bay Rays   | 1 | 2 | 2 | 0 | 1 | 1 | 0 | 0 | X | 7 | 8 | 0 |

WP: Tyler Glasnow (1 - 0) | VP: J.A. Happ (0 - 1) | Save: Pete Fairbanks (1)

HR Yankees: Giancarlo Stanton 2 (3)

HR Rays: Randy Arozarena (2), Mike Zunino (1), Manuel Margot (1), Austin Meadows (1)

Stand ALDS is 1 - 1

 Boxscore MLB

ALDS Game 3

7 oktober 2020 | Petco Park, San Diego, Californië

Speelduur: 3 uur 32 min. | 24°C, Helder | Toeschouwers: 0
| Team               | 1 | 2 | 3 | 4 | 5 | 6 | 7 | 8 | 9 | R | H  | E |
| ------------------ | - | - | - | - | - | - | - | - | - | - | -- | - |
| Tampa Bay Rays     | 0 | 1 | 0 | 3 | 1 | 3 | 0 | 0 | 0 | 8 | 13 | 2 |
| @ New York Yankees | 0 | 0 | 1 | 0 | 1 | 0 | 0 | 2 | 0 | 4 | 7  | 0 |

WP: Charlie Morton (1 - 0) | VP: Masahiro Tanaka (0 - 1) | Save: -

HR Rays: Kevin Kiermaier (1), Randy Arozarena (3), Michael Perez (1) | HR Yankees: Giancarlo Stanton (4)

Tampa Bay leidt ALDS met 2 - 1

Boxscore MLB

ALDS Game 4

8 oktober 2020 | Petco Park, San Diego, Californië

Speelduur: 3 uur 14 min. | 23°C, Gedeeltelijk bewolkt | Toeschouwers: 0
| Team               | 1 | 2 | 3 | 4 | 5 | 6 | 7 | 8 | 9 | R | H  | E |
| ------------------ | - | - | - | - | - | - | - | - | - | - | -- | - |
| Tampa Bay Rays     | 0 | 0 | 1 | 0 | 0 | 0 | 0 | 0 | 0 | 1 | 3  | 1 |
| @ New York Yankees | 0 | 2 | 0 | 0 | 0 | 2 | 0 | 1 | X | 5 | 11 | 0 |

WP: Chad Green (1 - 0) | VP: Ryan Thompson (0 - 1) | Save:  Aroldis Chapman (1)

HR Rays: - | HR Yankees: Luke Voit (1), Gleyber Torres (1)

Stand ALDS is 2 - 2

Boxscore MLB

ALDS Game 5

9 oktober 2020 | Petco Park, San Diego, Californië

Speelduur: 3 uur 21 min. | 23°C, Zonnig | Toeschouwers: 0
| Team             | 1 | 2 | 3 | 4 | 5 | 6 | 7 | 8 | 9 | R | H | E |
| ---------------- | - | - | - | - | - | - | - | - | - | - | - | - |
| New York Yankees | 0 | 0 | 0 | 1 | 0 | 0 | 0 | 0 | 0 | 1 | 3 | 2 |
| @ Tampa Bay Rays | 0 | 0 | 0 | 0 | 1 | 0 | 0 | 1 | X | 2 | 3 | 0 |

WP: Diego Castillo (1 - 0) | VP: Aroldis Chapman (0 - 1) | Save: -

HR Yankees: Aaron Judge (2) | HR Rays: Austin Meadows (2), Mike Brosseau (1)

Tampa Bay wint ALDS met 3 - 2

Boxscore MLB

#### Houston Astros (AL6) vs. Oakland Athletics (AL3)
Best of 5 | Houston Astros wint ALDS met 3 - 1
| Wedstrijd | Datum     | Uitslag                                 |
| --------- | --------- | --------------------------------------- |
| 1         | 5 oktober | Houston Astros 10 @ Oakland Athletics 5 |
| 2         | 6 oktober | Houston Astros 5 @ Oakland Athletics 2  |
| 3         | 7 oktober | Oakland Athletics 9 @ Houston Astros 7  |
| 4         | 8 oktober | Oakland Athletics 6 @ Houston Astros 11 |

ALDS Game 1

5 oktober 2020 | Dodger Stadium, Los Angeles, Californië

Speelduur: 3 uur 30 min. | 33°C, Zonnig | Toeschouwers: 0
| Team                | 1 | 2 | 3 | 4 | 5 | 6 | 7 | 8 | 9 | R  | H  | E |
| ------------------- | - | - | - | - | - | - | - | - | - | -- | -- | - |
| Houston Astros      | 0 | 0 | 0 | 3 | 0 | 4 | 1 | 0 | 2 | 10 | 16 | 1 |
| @ Oakland Athletics | 0 | 2 | 1 | 1 | 1 | 0 | 0 | 0 | 0 | 5  | 8  | 1 |

WP: Blake Taylor (1 - 0) | VP: J.B. Wendelken (0 - 1) | Save: -

HR Astros: Alex Bregman (1), Carlos Correa 2 (2) | HR A's: Khris Davis (1), Sean Murphy (1), Matt Olson (1)

Houston Astros leidt ALDS met 1 - 0

Boxscore MLB

ALDS Game 2

6 oktober 2020 | Dodger Stadium, Los Angeles, Californië

Speelduur: 2 uur 54 min. | 32°C, Gedeeltelijk bewolkt | Toeschouwers: 0
| Team                | 1 | 2 | 3 | 4 | 5 | 6 | 7 | 8 | 9 | R | H | E |
| ------------------- | - | - | - | - | - | - | - | - | - | - | - | - |
| Houston Astros      | 0 | 0 | 2 | 1 | 2 | 0 | 0 | 0 | 0 | 5 | 6 | 0 |
| @ Oakland Athletics | 0 | 1 | 0 | 1 | 0 | 0 | 0 | 0 | 0 | 2 | 6 | 0 |

WP: Framber Valdez (0 - 1) | VP: Sean Manaea (0 - 1) | Save: Ryan Pressly (1)

HR Astros: George Springer 2 (2), Martin Maldonado (1) | HR A's: Khris Davis (2), Chad Pinder (1)

Houston Astros leidt ALDS met 2 - 0

Boxscore MLB

ALDS Game 3

7 oktober 2020 | Dodger Stadium, Los Angeles, Californië

Speelduur: 3 uur 36 min. | 27°C, Zonnig | Toeschouwers: 0
| Team              | 1 | 2 | 3 | 4 | 5 | 6 | 7 | 8 | 9 | R | H  | E |
| ----------------- | - | - | - | - | - | - | - | - | - | - | -- | - |
| Oakland Athletics | 1 | 1 | 0 | 1 | 1 | 0 | 3 | 2 | 0 | 9 | 11 | 1 |
| @ Houston Astros  | 2 | 0 | 0 | 0 | 5 | 0 | 0 | 0 | 0 | 7 | 10 | 0 |

WP: Liam Hendriks (1 - 0) | VP: Brooks Raley (0 - 1) | Save: -

HR A's: Tommy La Stella (1), Mark Canha (1), Matt Olson (2), Marcus Semien (1), Chad Pinder (2)

HR Astros: José Altuve (1), Aledmys Diaz (1)

Houston Astros leidt ALDS met 2 - 1

Boxscore MLB

ALDS Game 4

8 oktober 2020 | Dodger Stadium, Los Angeles, Californië

Speelduur: 3 uur 43 min. | 24°C, Gedeeltelijk bewolkt | Toeschouwers: 0
| Team              | 1 | 2 | 3 | 4 | 5 | 6 | 7 | 8 | 9 | R  | H  | E |
| ----------------- | - | - | - | - | - | - | - | - | - | -- | -- | - |
| Oakland Athletics | 0 | 3 | 0 | 0 | 1 | 0 | 0 | 0 | 2 | 6  | 11 | 1 |
| @ Houston Astros  | 0 | 0 | 0 | 5 | 2 | 2 | 2 | 0 | X | 11 | 14 | 0 |

WP: Cristian Javier (1 - 0) | VP: Frankie Montas (0 - 1) | Save: -

HR A's: Ramon Laureano 2 (2) | HR Astros: Michael Brantley 2 (2), Carlos Correa (3), José Altuve (2)

Houston Astros wint ALDS met 3 - 1

Boxscore MLB

### National League Division Series

#### Miami Marlins (NL6) vs. Atlanta Braves (NL2)
Best of 5 | Atlanta Braves wint NLDS met 3 - 0
| Wedstrijd | Datum     | Uitslag                            |
| --------- | --------- | ---------------------------------- |
| 1         | 6 oktober | Miami Marlins 5 @ Atlanta Braves 9 |
| 2         | 7 oktober | Miami Marlins 0 @ Atlanta Braves 2 |
| 3         | 8 oktober | Atlanta Braves 7 @ Miami Marlins 0 |

NLDS Game 1

6 oktober 2020 | Minute Maid Park, Houston, Texas

Speelduur: 3 uur 15 min. | 23°C, Dak gesloten | Toeschouwers: 0
| Team             | 1 | 2 | 3 | 4 | 5 | 6 | 7 | 8 | 9 | R | H  | E |
| ---------------- | - | - | - | - | - | - | - | - | - | - | -- | - |
| Miami Marlins    | 0 | 1 | 3 | 0 | 0 | 0 | 0 | 1 | 0 | 5 | 9  | 0 |
| @ Atlanta Braves | 1 | 0 | 2 | 0 | 0 | 0 | 6 | 0 | X | 9 | 12 | 1 |

WP: Will Smith (1 - 0) | VP: Sandy Alcantara (0 - 1) | Save: -

HR Marlins: Miguel Rojas (1) | HR Braves: Ronald Acuña Jr. (1), Travis d'Arnaud (1), Dansby Swanson (1)

Atlanta Braves leidt NLDS met 1 - 0

Boxscore MLB

NLDS Game 2

7 oktober 2020 | Minute Maid Park, Houston, Texas

Speelduur: 2 uur 51 min. | 23°C, Dak gesloten | Toeschouwers: 0
| Team             | 1 | 2 | 3 | 4 | 5 | 6 | 7 | 8 | 9 | R | H | E |
| ---------------- | - | - | - | - | - | - | - | - | - | - | - | - |
| Miami Marlins    | 0 | 0 | 0 | 0 | 0 | 0 | 0 | 0 | 0 | 0 | 3 | 1 |
| @ Atlanta Braves | 0 | 1 | 0 | 1 | 0 | 0 | 0 | 0 | 1 | 2 | 4 | 0 |

WP: Ian Anderson (1 - 0) | VP: Pablo Lopez (0 - 1) | Save: Mark Melancon (1)

HR Marlins: - | HR Braves: Dansby Swanson (2), Travis d'Arnaud (2)

Atlanta Braves leidt NLDS met 2 - 0

Boxscore MLB

NLDS Game 3

8 oktober 2020 | Minute Maid Park, Houston, Texas

Speelduur: 3 uur 29 min. | 23°C, Dak gesloten | Toeschouwers: 0
| Team            | 1 | 2 | 3 | 4 | 5 | 6 | 7 | 8 | 9 | R | H  | E |
| --------------- | - | - | - | - | - | - | - | - | - | - | -- | - |
| Atlanta Braves  | 0 | 0 | 4 | 1 | 2 | 0 | 0 | 0 | 0 | 7 | 10 | 0 |
| @ Miami Marlins | 0 | 0 | 0 | 0 | 0 | 0 | 0 | 0 | 0 | 0 | 5  | 1 |

WP: Kyle Wright (1 - 0)  | VP: Sixto Sanchez (0 - 1) | Save: -

HR Braves: - | HR Marlins: -

Atlanta Braves wint NLDS met 3 - 0

Boxscore MLB

#### San Diego Padres (NL4) vs. Los Angeles Dodgers (NL1)
Best of 5 | Los Angeles Dodgers wint NLDS met 3 - 0
| Wedstrijd | Datum     | Uitslag                                     |
| --------- | --------- | ------------------------------------------- |
| 1         | 6 oktober | San Diego Padres 1 @ Los Angeles Dodgers 5  |
| 2         | 7 oktober | San Diego Padres 5 @ Los Angeles Dodgers 6  |
| 3         | 8 oktober | Los Angeles Dodgers 12 @ San Diego Padres 3 |

NLDS Game 1

6 oktober 2020 | Globe Life Field, Arlington, Texas

Speelduur: 3 uur 54 min. | 26°C, Gedeeltelijk bewolkt | Toeschouwers: 0
| Team                  | 1 | 2 | 3 | 4 | 5 | 6 | 7 | 8 | 9 | R | H | E |
| --------------------- | - | - | - | - | - | - | - | - | - | - | - | - |
| San Diego Padres      | 0 | 0 | 0 | 1 | 0 | 0 | 0 | 0 | 0 | 1 | 3 | 1 |
| @ Los Angeles Dodgers | 0 | 0 | 0 | 0 | 1 | 4 | 0 | 0 | X | 5 | 4 | 1 |

WP: Dustin May (1 - 0) | VP: Garrett Richards (0 - 1) | Save: -

HR Padres: - | HR Dodgers: -

Los Angeles Dodgers leidt NLDS met 1 - 0

Boxscore MLB

NLDS Game 2

7 oktober 2020 | Globe Life Field, Arlington, Texas

Speelduur: 3 uur 18 min. | 27°C, Helder | Toeschouwers: 0
| Team                  | 1 | 2 | 3 | 4 | 5 | 6 | 7 | 8 | 9 | R | H  | E |
| --------------------- | - | - | - | - | - | - | - | - | - | - | -- | - |
| San Diego Padres      | 0 | 1 | 0 | 0 | 0 | 2 | 0 | 0 | 2 | 5 | 9  | 0 |
| @ Los Angeles Dodgers | 0 | 0 | 3 | 1 | 0 | 0 | 2 | 0 | X | 6 | 11 | 0 |

WP: Clayton Kershaw (1 - 0) | VP: Zach Davies (0 - 1) | Save: Joe Kelly (1)

HR Padres: Manny Machado (1), Eric Hosmer (1) | HR Dodgers: Cody Bellinger (1)

Los Angeles Dodgers leidt NLDS met 2 - 0

Boxscore MLB

NLDS Game 3

8 oktober 2020 | Globe Life Field, Arlington, Texas

Speelduur: 4 uur 4 min. | 27°C, Gedeeltelijk bewolkt | Toeschouwers: 0
| Team                | 1 | 2 | 3 | 4 | 5 | 6 | 7 | 8 | 9 | R  | H  | E |
| ------------------- | - | - | - | - | - | - | - | - | - | -- | -- | - |
| Los Angeles Dodgers | 0 | 1 | 5 | 1 | 1 | 0 | 0 | 0 | 4 | 12 | 14 | 1 |
| @ San Diego Padres  | 0 | 2 | 0 | 0 | 0 | 1 | 0 | 0 | 0 | 3  | 6  | 2 |

WP: Julio Urias (1 - 0)  | VP: Adrian Morejon (0 - 1) | Save: -

HR Dodgers: - | HR Padres: - 

Los Angeles Dodgers wint NLDS met 3 - 0

Boxscore MLB

### American League Championship Series

#### Houston Astros (AL6) vs. Tampa Bay Rays (AL1)
Best of 7 | Tampa Bay Rays wint ALCS met 4 - 3
| Wedstrijd | Datum      | Uitslag                             |
| --------- | ---------- | ----------------------------------- |
| 1         | 11 oktober | Houston Astros 1 @ Tampa Bay Rays 2 |
| 2         | 12 oktober | Houston Astros 2 @ Tampa Bay Rays 4 |
| 3         | 13 oktober | Tampa Bay Rays 5 @ Houston Astros 2 |
| 4         | 14 oktober | Tampa Bay Rays 3 @ Houston Astros 4 |
| 5         | 15 oktober | Tampa Bay Rays 3 @ Houston Astros 4 |
| 6         | 16 oktober | Houston Astros 7 @ Tampa Bay Rays 4 |
| 7         | 17 oktober | Houston Astros 2 @ Tampa Bay Rays 4 |

ALCS Game 1

11 oktober 2020 | Petco Park, San Diego, Californië

Speelduur: 3 uur 50 min. | 24°C, Helder | Toeschouwers: 0
| Team             | 1 | 2 | 3 | 4 | 5 | 6 | 7 | 8 | 9 | R | H | E |
| ---------------- | - | - | - | - | - | - | - | - | - | - | - | - |
| Houston Astros   | 1 | 0 | 0 | 0 | 0 | 0 | 0 | 0 | - | 1 | 9 | 1 |
| @ Tampa Bay Rays | 0 | 0 | 0 | 1 | 1 | 0 | 0 | 0 | X | 2 | 6 | 0 |

WP: Blake Snell (1 - 0) | VP: Framber Valdez (0 - 1) | Save: Diego Castillo (1)

HR Astros: José Altuve (1) | HR Rays: Randy Arozarena (1)

Tampa Bay Rays leidt ALCS met 1 - 0

Boxscore MLB

ALCS Game 2

12 oktober 2020 | Petco Park, San Diego, Californië

Speelduur: 3 uur 1 min. | 31°C, Zonnig | Toeschouwers: 0
| Team             | 1 | 2 | 3 | 4 | 5 | 6 | 7 | 8 | 9 | R | H  | E |
| ---------------- | - | - | - | - | - | - | - | - | - | - | -- | - |
| Houston Astros   | 0 | 0 | 0 | 0 | 0 | 1 | 0 | 0 | 1 | 2 | 10 | 2 |
| @ Tampa Bay Rays | 3 | 0 | 0 | 0 | 0 | 0 | 1 | 0 | X | 4 | 4  | 0 |

WP: Charlie Morton (1 - 0)  | VP: Lance McCullers Jr. (0 - 1) | Save: Nick Anderson (1)

HR Astros: Carlos Correa (1) | HR Rays: Manuel Margot (1), Mike Zunino (1)

Tampa Bay Rays leidt ALCS met 2 - 0

Boxscore MLB

ALCS Game 3

13 oktober 2020 | Petco Park, San Diego, Californië

Speelduur: 3 uur 59 min. | 32°C, Helder | Toeschouwers: 0
| Team             | 1 | 2 | 3 | 4 | 5 | 6 | 7 | 8 | 9 | R | H | E |
| ---------------- | - | - | - | - | - | - | - | - | - | - | - | - |
| Tampa Bay Rays   | 0 | 0 | 0 | 0 | 0 | 5 | 0 | 0 | 0 | 5 | 8 | 0 |
| @ Houston Astros | 1 | 0 | 0 | 0 | 0 | 1 | 0 | 0 | 0 | 2 | 7 | 1 |

WP: Ryan Yarbrough (1 - 0) | VP: Jose Urquidy (0 - 1) | Save: Diego Castillo (2)

HR Rays: - | HR Astros: José Altuve (2), Michael Brantley (1)

Tampa Bay Rays leidt ALCS met 3 - 0

Boxscore MLB

ALCS Game 4

14 oktober 2020 | Petco Park, San Diego, Californië

Speelduur: 3 uur 8 min. | 29°C, Helder | Toeschouwers: 0
| Team             | 1 | 2 | 3 | 4 | 5 | 6 | 7 | 8 | 9 | R | H | E |
| ---------------- | - | - | - | - | - | - | - | - | - | - | - | - |
| Tampa Bay Rays   | 0 | 0 | 0 | 2 | 0 | 0 | 0 | 0 | 1 | 3 | 7 | 0 |
| @ Houston Astros | 1 | 0 | 1 | 0 | 2 | 0 | 0 | 0 | X | 4 | 9 | 0 |

WP: Zack Greinke (1 - 0) | VP: Tyler Glasnow (0 - 1) | Save: Ryan Pressly (1)

HR Rays: Randy Arozarena (2) | HR Astros: José Altuve (3), George Springer (1)

Tampa Bay Rays leidt ALCS met 3 - 1

Boxscore MLB

ALCS Game 5

15 oktober 2020 | Petco Park, San Diego, Californië

Speelduur: 3 uur 36 min. | 28°C, Zonnig | Toeschouwers: 0
| Team             | 1 | 2 | 3 | 4 | 5 | 6 | 7 | 8 | 9 | R | H | E |
| ---------------- | - | - | - | - | - | - | - | - | - | - | - | - |
| Tampa Bay Rays   | 0 | 0 | 1 | 0 | 1 | 0 | 0 | 1 | 0 | 3 | 7 | 1 |
| @ Houston Astros | 1 | 0 | 2 | 0 | 0 | 0 | 0 | 0 | 1 | 4 | 6 | 0 |

WP: Ryan Pressly (1 - 0) | VP: Nick Anderson (1 - 0) | Save: -

HR Rays: Brandon Lowe (1), Randy Arozarena (3), Ji-man Choi (1) | HR Astros: George Springer (2), Carlos Correa (2)

Tampa Bay Rays leidt ALCS met 3 - 2

Boxscore MLB

ALCS Game 6

16 oktober 2020 | Petco Park, San Diego, Californië

Speelduur: 4 uur 1 min. | 26°C, Zonnig | Toeschouwers: 0
| Team             | 1 | 2 | 3 | 4 | 5 | 6 | 7 | 8 | 9 | R | H  | E |
| ---------------- | - | - | - | - | - | - | - | - | - | - | -- | - |
| Houston Astros   | 0 | 0 | 0 | 0 | 4 | 1 | 2 | 0 | 0 | 7 | 11 | 0 |
| @ Tampa Bay Rays | 0 | 1 | 0 | 0 | 0 | 0 | 1 | 2 | 0 | 4 | 6  | 0 |

WP: Framber Valdez (1 - 1) | VP: Blake Snell (1 - 1) | Save: Ryan Pressly (2)

HR Astros: Kyle Tucker (1) | HR Rays: Manuel Margot 2 (3)

Stand ALCS is 3 - 3

Boxscore MLB

ALCS Game 7

17 oktober 2020 | Petco Park, San Diego, Californië

Speelduur: 3 uur 14 min. | 23°C, Helder | Toeschouwers: 0
| Team             | 1 | 2 | 3 | 4 | 5 | 6 | 7 | 8 | 9 | R | H | E |
| ---------------- | - | - | - | - | - | - | - | - | - | - | - | - |
| Houston Astros   | 0 | 0 | 0 | 0 | 0 | 0 | 0 | 2 | 0 | 2 | 7 | 0 |
| @ Tampa Bay Rays | 2 | 1 | 0 | 0 | 0 | 1 | 0 | 0 | X | 4 | 5 | 0 |

WP: Charlie Morton (2 - 0) | VP: Lance McCullers Jr. (0 - 2) | Save: Pete Fairbanks (1)

HR Astros: - | HR Rays: Randy Arozarena (4), Mike Zunino (2)

Tampa Bay Rays wint ALCS met 4 - 3

Boxscore MLB

### National League Championship Series

#### Atlanta Braves (NL2) vs. Los Angeles Dodgers (NL1)
Best of 7 | Los Angeles Dodgers wint NLCS met 4 - 3
| Wedstrijd | Datum      | Uitslag                                   |
| --------- | ---------- | ----------------------------------------- |
| 1         | 12 oktober | Atlanta Braves 5 @ Los Angeles Dodgers 1  |
| 2         | 13 oktober | Atlanta Braves 8 @ Los Angeles Dodgers 7  |
| 3         | 14 oktober | Los Angeles Dodgers 15 @ Atlanta Braves 3 |
| 4         | 15 oktober | Los Angeles Dodgers 2 @ Atlanta Braves 10 |
| 5         | 16 oktober | Los Angeles Dodgers 7 @ Atlanta Braves 3  |
| 6         | 17 oktober | Atlanta Braves 1 @ Los Angeles Dodgers 3  |
| 7         | 18 oktober | Atlanta Braves 3 @ Los Angeles Dodgers 4  |

NLCS Game 1

12 oktober 2020 | Globe Life Field, Arlington, Texas

Speelduur: 3 uur 22 min. | 24°C, Helder | Toeschouwers: 10.700
| Team                  | 1 | 2 | 3 | 4 | 5 | 6 | 7 | 8 | 9 | R | H | E |
| --------------------- | - | - | - | - | - | - | - | - | - | - | - | - |
| Atlanta Braves        | 1 | 0 | 0 | 0 | 0 | 0 | 0 | 0 | 4 | 5 | 8 | 0 |
| @ Los Angeles Dodgers | 0 | 0 | 0 | 0 | 1 | 0 | 0 | 0 | 0 | 1 | 4 | 0 |

WP: Will Smith (1 - 0) | VP: Blake Treinen (0 - 1) | Save: -

HR Braves: Freddie Freeman (1), Austin Riley (1), Ozzie Albies (1) | HR Dodgers: Enrique Hernandez (1)

Atlanta Braves leidt NLCS met 1 - 0

 Boxscore MLB

NLCS Game 2

13 oktober 2020 | Globe Life Field, Arlington, Texas

Speelduur: 4 uur 12 min. | 29°C, Helder | Toeschouwers: 10.624
| Team                  | 1 | 2 | 3 | 4 | 5 | 6 | 7 | 8 | 9 | R | H  | E |
| --------------------- | - | - | - | - | - | - | - | - | - | - | -- | - |
| Atlanta Braves        | 0 | 0 | 0 | 2 | 4 | 0 | 1 | 0 | 1 | 8 | 10 | 1 |
| @ Los Angeles Dodgers | 0 | 0 | 0 | 0 | 0 | 0 | 3 | 0 | 4 | 7 | 10 | 0 |

WP: Tyler Matzek (1 - 0) | VP: Tony Gonsolin (0 - 1)  | Save: Mark Melancon (1)

HR Braves: Freddie Freeman (2), Ozzie Albies (2) | HR Dodgers: Corey Seager (1), Max Muncy (1)

Atlanta Braves leidt NLCS met 2 - 0

Boxscore MLB

NLCS Game 3

14 oktober 2020 | Globe Life Field, Arlington, Texas

Speelduur: 4 uur 15 min. | 32°C, Helder | Toeschouwers: 10.664
| Team                | 1  | 2 | 3 | 4 | 5 | 6 | 7 | 8 | 9 | R  | H  | E |
| ------------------- | -- | - | - | - | - | - | - | - | - | -- | -- | - |
| Los Angeles Dodgers | 11 | 1 | 3 | 0 | 0 | 0 | 0 | 0 | 0 | 15 | 16 | 0 |
| @ Atlanta Braves    | 0  | 0 | 1 | 0 | 0 | 0 | 0 | 0 | 2 | 3  | 7  | 0 |

WP: Julio Urias (1 - 0) | VP: Kyle Wright (0 - 1) | Save: -

HR Dodgers: Joc Pederson (1), Edwin Rios (1), Max Muncy (2), Cody Bellinger (1), Corey Seager (2)

HR Braves: Cristian Pache (1)

Atlanta Braves leidt NLCS met 2 - 1

Boxscore MLB

NLCS Game 4

15 oktober 2020 | Globe Life Field, Arlington, Texas

Speelduur: 3 uur 43 min. | 20°C, Bewolkt | Toeschouwers: 11.044
| Team                | 1 | 2 | 3 | 4 | 5 | 6 | 7 | 8 | 9 | R  | H  | E |
| ------------------- | - | - | - | - | - | - | - | - | - | -- | -- | - |
| Los Angeles Dodgers | 0 | 0 | 1 | 0 | 0 | 0 | 1 | 0 | 0 | 2  | 3  | 2 |
| @ Atlanta Braves    | 0 | 0 | 0 | 1 | 0 | 6 | 1 | 2 | X | 10 | 14 | 0 |

WP: Bryse Wilson (1 - 0) | VP: Clayton Kershaw (0 - 1) | Save: -

HR Dodgers: Edwin Rios (2) | HR Braves: Marcell Ozuna 2 (2)

Atlanta Braves leidt NLCS met 3 - 1

Boxscore MLB

NLCS Game 5

16 oktober 2020 | Globe Life Field, Arlington, Texas

Speelduur: 3 uur 45 min. | 17°C, Helder | Toeschouwers: 11.119
| Team                | 1 | 2 | 3 | 4 | 5 | 6 | 7 | 8 | 9 | R | H | E |
| ------------------- | - | - | - | - | - | - | - | - | - | - | - | - |
| Los Angeles Dodgers | 0 | 0 | 0 | 1 | 0 | 3 | 3 | 0 | 0 | 7 | 9 | 0 |
| @ Atlanta Braves    | 1 | 1 | 0 | 0 | 0 | 0 | 0 | 1 | 0 | 3 | 7 | 0 |

WP: Blake Treinen (1 - 1) | VP: Will Smith (1 - 1) | Save: -

HR Dodgers: Corey Seager 2 (4), Will Smith (1) | HR Braves: -

Atlanta Braves leidt NLCS met 3 - 2

 Boxscore MLB

NLCS Game 6

17 oktober 2020 | Globe Life Field, Arlington, Texas

Speelduur: 3 uur 20 min. | 23°C, Gedeeltelijk bewolkt | Toeschouwers: 10.722
| Team                  | 1 | 2 | 3 | 4 | 5 | 6 | 7 | 8 | 9 | R | H | E |
| --------------------- | - | - | - | - | - | - | - | - | - | - | - | - |
| Atlanta Braves        | 0 | 0 | 0 | 0 | 0 | 0 | 1 | 0 | 0 | 1 | 9 | 0 |
| @ Los Angeles Dodgers | 3 | 0 | 0 | 0 | 0 | 0 | 0 | 0 | X | 3 | 9 | 1 |

WP: Walker Buehler (1 - 0) | VP: Max Fried (0 - 1) | Save: Kenley Jansen (1)

HR Braves: - | HR Dodgers: Corey Seager (5), Justin Turner (1)

Stand NLCS is 3 - 3

Boxscore MLB

NLCS Game 7

18 oktober 2020 | Globe Life Field, Arlington, Texas

Speelduur: 3 uur 37 min. | 29°C, Gedeeltelijk bewolkt | Toeschouwers: 10.920
| Team                  | 1 | 2 | 3 | 4 | 5 | 6 | 7 | 8 | 9 | R | H  | E |
| --------------------- | - | - | - | - | - | - | - | - | - | - | -- | - |
| Atlanta Braves        | 1 | 1 | 0 | 1 | 0 | 0 | 0 | 0 | 0 | 3 | 3  | 0 |
| @ Los Angeles Dodgers | 0 | 0 | 2 | 0 | 0 | 1 | 1 | 0 | X | 4 | 10 | 0 |

WP: Julio Urias (2 - 0) | VP: Chris Martin (0 - 1) | Save: -

HR Braves: Dansby Swanson (1) | HR Dodgers: Enrique Hernandez (2), Cody Bellinger (2)

Los Angeles Dodgers wint NLCS met 4 - 3

Boxscore MLB

### World Series

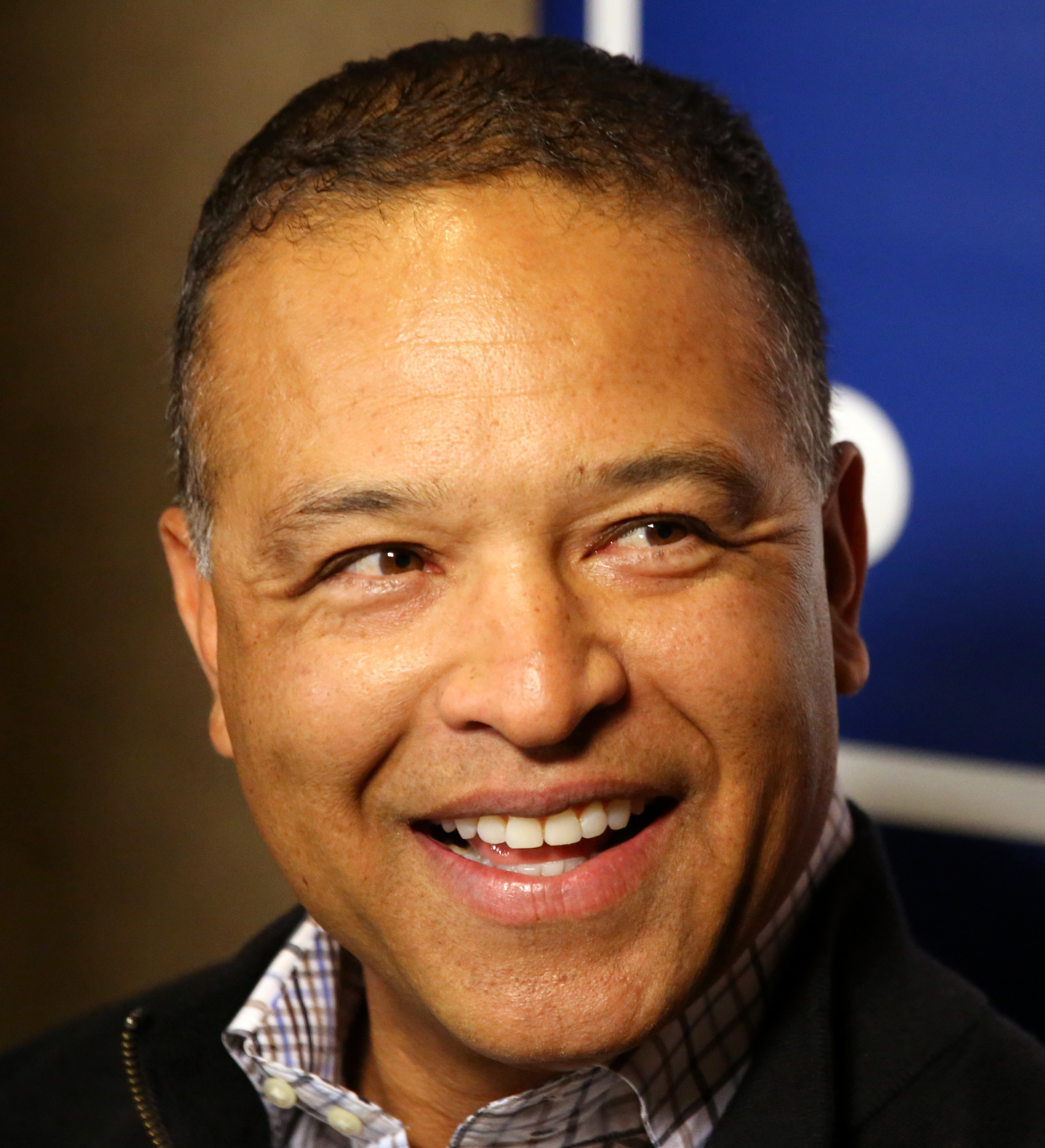
Manager Dave Roberts speelt met de Dodgers de derde World Series in 4 jaar tijd

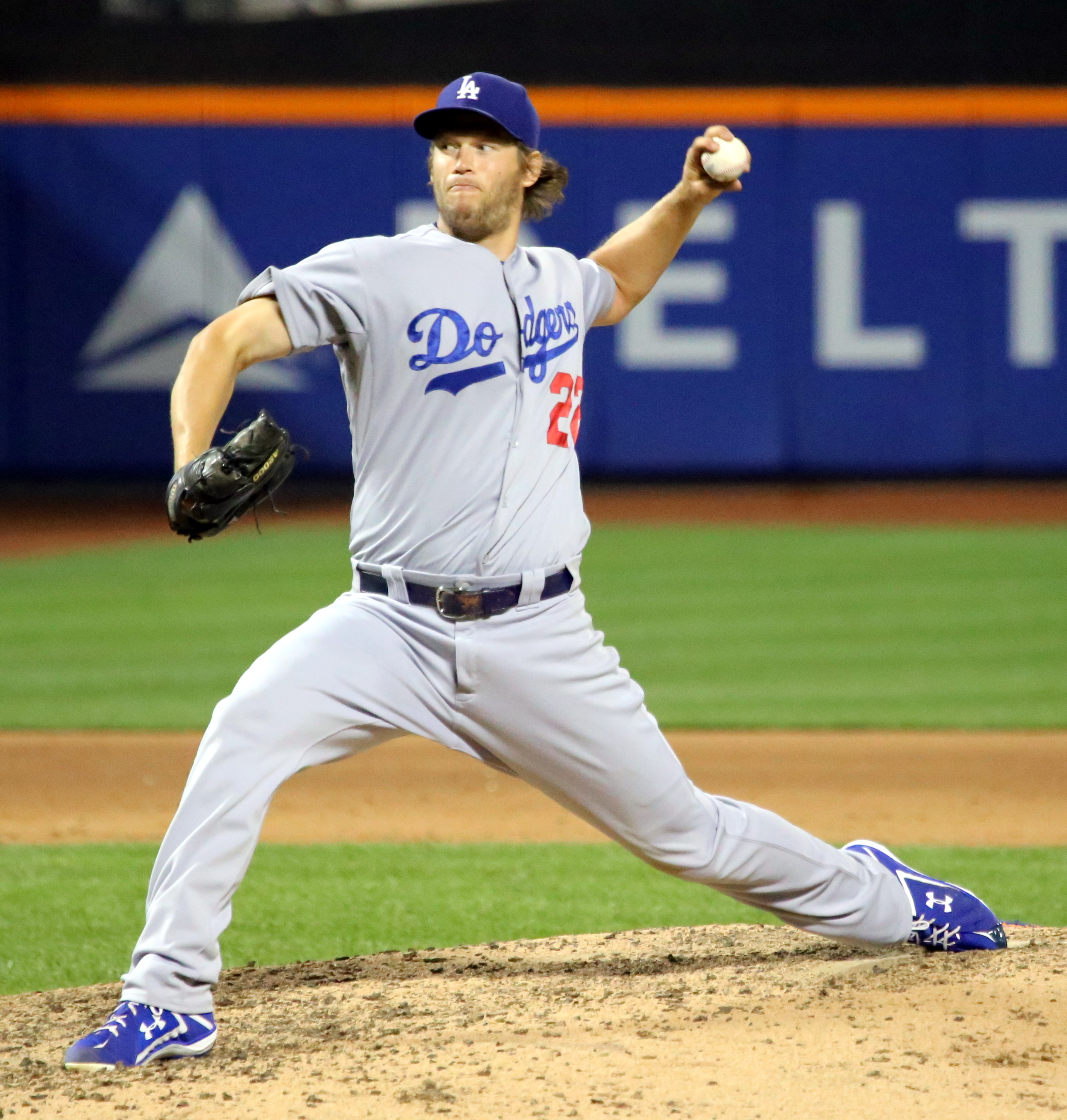
De winnende pitcher van Game 1 en 5, Clayton Kershaw

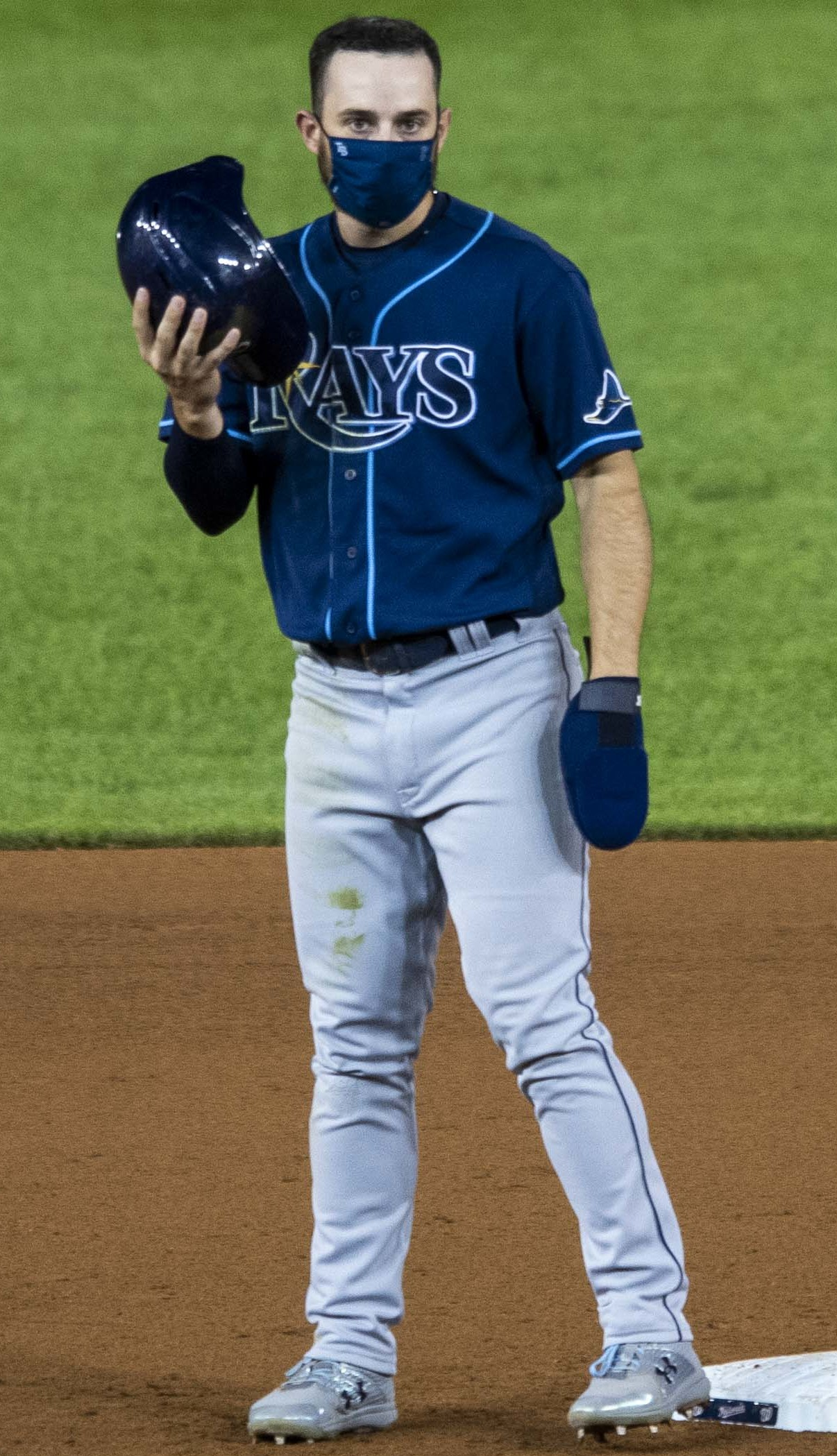
Brandon Lowe van de Tampa Bay Rays sloeg in Game 2 van de WS twee homeruns

#### Tampa Bay Rays (AL1) vs. Los Angeles Dodgers (NL1)
Best of 7 | Los Angeles Dodgers wint WS met 4 - 2
| Wedstrijd | Datum      | Uitslag                                  |
| --------- | ---------- | ---------------------------------------- |
| 1         | 20 oktober | Tampa Bay Rays 3 @ Los Angeles Dodgers 8 |
| 2         | 21 oktober | Tampa Bay Rays 6 @ Los Angeles Dodgers 4 |
| 3         | 23 oktober | Los Angeles Dodgers 6 @ Tampa Bay Rays 2 |
| 4         | 24 oktober | Los Angeles Dodgers 7 @ Tampa Bay Rays 8 |
| 5         | 25 oktober | Los Angeles Dodgers 4 @ Tampa Bay Rays 2 |
| 6         | 27 oktober | Tampa Bay Rays 1 @ Los Angeles Dodgers 3 |

WS Game 1

20 oktober 2020 | Globe Life Field, Arlington, Texas

Speelduur: 3 uur 24 min. | 28°C, Gedeeltelijk bewolkt | Toeschouwers: 11.388
| Team                  | 1 | 2 | 3 | 4 | 5 | 6 | 7 | 8 | 9 | R | H  | E |
| --------------------- | - | - | - | - | - | - | - | - | - | - | -- | - |
| Tampa Bay Rays        | 0 | 0 | 0 | 0 | 1 | 0 | 2 | 0 | 0 | 3 | 6  | 0 |
| @ Los Angeles Dodgers | 0 | 0 | 0 | 2 | 4 | 2 | 0 | 0 | X | 8 | 10 | 0 |

WP: Clayton Kershaw (1 - 0) | VP: Tyler Glasnow (0 - 1) | Save: -

HR Rays: Kevin Kiermaier (1)  | HR Dodgers: Cody Bellinger (1), Mookie Betts (1)

Los Angeles Dodgers leidt WS met 1 - 0

Boxscore MLB

WS Game 2

21 oktober 2020 | Globe Life Field, Arlington, Texas

Speelduur: 3 uur 40 min. | 27°C, Gedeeltelijk bewolkt | Toeschouwers: 11.472
| Team                  | 1 | 2 | 3 | 4 | 5 | 6 | 7 | 8 | 9 | R | H  | E |
| --------------------- | - | - | - | - | - | - | - | - | - | - | -- | - |
| Tampa Bay Rays        | 1 | 0 | 0 | 2 | 2 | 1 | 0 | 0 | 0 | 6 | 10 | 0 |
| @ Los Angeles Dodgers | 0 | 0 | 0 | 0 | 2 | 1 | 0 | 1 | 0 | 4 | 5  | 1 |

WP: Nick Anderson (1 - 0) | VP: Tony Gonsolin (0 - 1)  | Save: Diego Castillo (1)

HR Rays: Brandon Lowe 2 (2)  | HR Dodgers: Chris Taylor (1), Will Smith (1), Corey Seager (1)

Stand WS is 1 - 1

Boxscore MLB

WS Game 3

23 oktober 2020 | Globe Life Field, Arlington, Texas

Speelduur: 3 uur 14 min. | 23°C, Dak gesloten | Toeschouwers: 11.447
| Team                | 1 | 2 | 3 | 4 | 5 | 6 | 7 | 8 | 9 | R | H  | E |
| ------------------- | - | - | - | - | - | - | - | - | - | - | -- | - |
| Los Angeles Dodgers | 1 | 0 | 2 | 2 | 0 | 1 | 0 | 0 | 0 | 6 | 10 | 0 |
| @ Tampa Bay Rays    | 0 | 0 | 0 | 0 | 1 | 0 | 0 | 0 | 1 | 2 | 4  | 0 |

WP: Walker Buehler (1 - 0) | VP: Charlie Morton (0 - 1) | Save: -

HR Dodgers: Justin Turner (1), Austin Barnes (1) | HR Rays: Randy Arozarena (1)

Los Angeles Dodgers leidt WS met 2 - 1

Boxscore MLB

WS Game 4

24 oktober 2020 | Globe Life Field, Arlington, Texas

Speelduur: 4 uur 10 min. | 14°C, Bewolkt | Toeschouwers: 11.441
| Team                | 1 | 2 | 3 | 4 | 5 | 6 | 7 | 8 | 9 | R | H  | E |
| ------------------- | - | - | - | - | - | - | - | - | - | - | -- | - |
| Los Angeles Dodgers | 1 | 0 | 1 | 0 | 1 | 1 | 2 | 1 | 0 | 7 | 15 | 2 |
| @ Tampa Bay Rays    | 0 | 0 | 0 | 1 | 1 | 3 | 1 | 0 | 2 | 8 | 10 | 0 |

WP: John Curtiss (1 - 0) | VP: Kenley Jansen (0 - 1) | Save: -

HR Dodgers: Justin Turner (2), Corey Seager (2)

HR Rays: Randy Arozarena (2), Hunter Renfroe (1), Brandon Lowe (3), Kevin Kiermaier (2)

Stand WS is 2 - 2

 Boxscore MLB

WS Game 5

25 oktober 2020 | Globe Life Field, Arlington, Texas

Speelduur: 3 uur 30 min. | 23°C, Dak gesloten | Toeschouwers: 11.437
| Team                | 1 | 2 | 3 | 4 | 5 | 6 | 7 | 8 | 9 | R | H | E |
| ------------------- | - | - | - | - | - | - | - | - | - | - | - | - |
| Los Angeles Dodgers | 2 | 1 | 0 | 0 | 1 | 0 | 0 | 0 | 0 | 4 | 6 | 1 |
| @ Tampa Bay Rays    | 0 | 0 | 2 | 0 | 0 | 0 | 0 | 0 | 0 | 2 | 7 | 0 |

WP: Clayton Kershaw (2 - 0) | VP: Tyler Glasnow (0 - 2) | Save: Blake Treinen (1)

HR Dodgers: Joc Pederson (1), Max Muncy (1) | HR Rays: -

Los Angeles Dodgers leidt WS met 3 - 2

Boxscore MLB

WS Game 6

27 oktober 2020 | Globe Life Field, Arlington, Texas

Speelduur: 3 uur 28 min. | 23°C, Dak gesloten | Toeschouwers: 11.437
| Team                  | 1 | 2 | 3 | 4 | 5 | 6 | 7 | 8 | 9 | R | H | E |
| --------------------- | - | - | - | - | - | - | - | - | - | - | - | - |
| Tampa Bay Rays        | 1 | 0 | 0 | 0 | 0 | 0 | 0 | 0 | 0 | 1 | 5 | 0 |
| @ Los Angeles Dodgers | 0 | 0 | 0 | 0 | 0 | 2 | 0 | 1 | X | 3 | 5 | 0 |

WP: Victor Gonzalez (1 - 0) | VP: Nick Anderson (1 - 1)  | Save: Julio Urias (1)

HR Rays: Randy Arozarena (3) | HR Dodgers: Mookie Betts (2)

Los Angeles Dodgers wint WS met 4 - 2

Boxscore MLB